# 个性化邮票

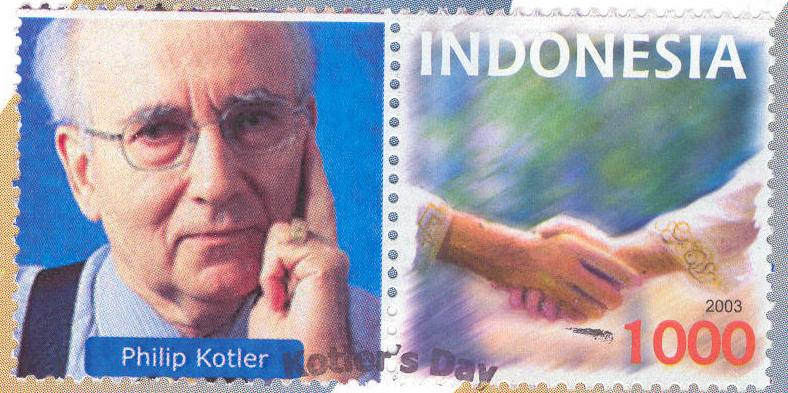
印度尼西亚个性化邮票图案示例，左侧为附票，右侧为邮票主图。

个性化邮票（英語：personalized stamp）是指一些国家或地区邮政主管部门发行的一种可在邮票主图或附票上加印个人定制图案的邮票。

## 简介
个性化邮票是一种具有特殊意义的产品，既包含个人定制（例如个人肖像、风景照片、企业标识等）元素，同时也包含邮政机关正规严肃的有价证券元素。一般来说，发行个性化邮票的国家或地区会提供个性化邮票模板，用户可在模板空白处添加个性化内容，用以纪念个人重要时刻（如生日、结婚）、纪念重大事件或进行宣传。邮票的个性化内容可能是在邮票主图上（如澳门邮政或日本郵政的个性化邮票），也可能在邮票的附票上（如中国邮政的个性化邮票（除个56 立德树人个性化邮票，既接受加印附票，也接受在主票中加印））。
世界上最早的个性化邮票于1999年3月19日起在澳大利亚开始发行。用户只需10澳大利亚元，便可将在特殊摄影间拍摄的照片印制在邮票的附票上，每套10枚，每枚面值45分。此后世界各地纷纷效仿。2002年5月，中国邮政开始发行个性化邮票；澳门邮政也于2005年开始发行个性化邮票。
各国邮政主管部门基于法律限制（版权保护等因素），会对个性化邮票的图案进行限制。一些国家和地区也有个性化邮票的最低起印数量限制，低于一定数量将不会被受理。個性化郵票一般不具備收藏價值。